# Минет Уолтърс
Минет Уолтърс (на английски: Minette Walters) е британска писателка на бестселъри в жанра трилър.

## Биография и творчество
Минет Уолтърс е родена на 26 септември 1949 г. в Бишопс Стортфорд, Хартфордшър, Англия, Великобритания, в семейството на капитан Самуел Джеб, офицер от армията, Колийн Джеб. Рождено име – Minette Caroline Mary Jebb. Първите десет години прекарва в движение между различни военни бази в северната и южната част на Англия. След смъртта на баща си от бъбречна недостатъчност през 1960 г., Минет прекарва една година в училището в Рединг, Бъркшир. Получава стипендия за училище-интернат „Годолфин“ в Солсбъри през 1961 г., което оказва влияние върху по-нататъшното и формиране на характера и кариерата.
След завършването си отива като доброволец в Израел с група от 23 души, наречена „The Bridge“, като работи в един кибуц и в изправителен дом за малолетни в Ерусалим. Научава много за живота и трупа нови приятелства оттогава. Връща се в Англия и завършва през 1971 г. колежа „Тревелиан“ в Дърбан с бакалавърска степен по френски език. Докато учи в колежа среща съпруга си Александър Уолтърс и те се женят на 19 август 1978 г. Имат двама сина – Роланд (1979) и Филип (1982).
Започва работа като помощник редактор в списание „IPC“ през 1972 г. и става редактор на списание „Woman’s Weekly“ през следващата година. Допълва заплатата си с писане на романтични новели, разкази и сериали в свободното си време. Преминава на свободна практика през 1978 г., за да гледа децата си, като продължава да пише за различни списания. В следващите години освен със семейните ангажименти се участва в управлението на училището, реновира къщите, където живеят и дори участва в политически избори с ляво-центристки виждания.
След като малкият и син започва самостоятелно училище, Уолтърс започва през 1987 г. първия си роман и го завършва през 1989 г. В следващите две години се опитва да го предложи на различни издателства. Трилърът „Безследно изчезнал“ е публикуван през 1992 г. Той печели наградата „John Creasey“ на Асоциацията на писателите на криминални романи за най-добър първи роман, и той става бестселър.
Със следващите си два романа „Невинни няма“ и „Укротителят“ Уолтърс печели наградите „Едгар“ и „Златен кинжал“. Става много известна и критиката я нарича „новата Агата Кристи“. Веднага след публикацията на романите те са предпочетени за екранизация в телевизионни филми.
Темите на романите и са много разнообразни и често включват интерпретации на реални събития, които грабват вниманието на читателите. Публикувани са в над 35 държави по целия свят.
Като част от британския проект „Quick Reads“, за подобряване на грамотността сред възрастни хора със затруднение при четенето, за Световния ден на книгата през 2006 г., Уолтърс е пише новелата от 20000 думи „Chickenfeed“, която е носителка на две награди в тази област и е преведена на няколко езика. През 2013 г., отново за този проект и за Световния ден на книгата, пише книгата „A Dreadful Murder“, която се основава на убийството на Каролин Луърд през 1908 г.
Минет Уолтърс живее със съпруга си в къща от 18 век в Дорсет. В свободното си време е доброволец към инициативи на библиотеки, училища и благотворителни организации, или гледа домашните си любимци и градината. В топлите дни обича плуването и ветроходството.

## Произведения

### Самостоятелни романи
- The Ice House (1992) – награда „John Creasey“, Великобритания, за най-добър първи криминален роман през годината
Безследно изчезнал, изд. „Атика“ (1994), прев. Петко Петков
- The Sculptress (1993) – награди „Едгар“ и „Макавити“
Невинни няма, изд. „Атика“ (1995), прев. Елеонора Христозова
- The Scold's Bridle (1994) – награда „Златен кинжал“, Великобритания
Укротителят, изд. „Камея : Орфия“ (1995), прев. Георги Кръстев
- The Dark Room (1995) – номиниран за „Златен кинжал“
Тъмната стая, изд. „Атика“ (1995), прев. Петко Петков
- The Echo (1997)
Нежна като нож, изд. „Атика“ (1998), прев. Елена Филипова, Петко Петков
- The Breaker (1998)
Косвени улики, изд. „Атика“ (2003), прев. Елисавета Маринкева
- Acid Row (2000) – номиниран за „Златен кинжал“
Асид Роу, изд. „Атика“ (2002), прев. Елисавета Маринкева
- The Shape of Snakes (2001) – награда „Пел Розенкранц“, Дания
- Fox Evil (2002) – награда „Златен кинжал“
Лисича отрова, изд. „Атика“ (2004), прев. Елисавета Маринкева
- Disordered Minds (2003)
- The Devil's Feather (2005)
- The Chameleon's Shadow (2007)

### Серия „Последни часове“ (Last Hours)
1. The Last Hours (2017)
2. The Turn of Midnight (2018)

### Новели
- The Tinder Box (2004)
- Chickenfeed (2006)
- A Dreadful Murder (2013)

### Участие в общи серии с други писатели

#### Серия „Бързо четене 2006“ (Quick Reads 2006)
- Chicken Feed (2006)

от серията има още 37 романа от различни автори (общо във всички сезони)

### Сборници
- Killer Investigations (2011) – с Челси Кейн, Линда Кастило, Ан Клийвърс, Колин Декстър, Дейвид Хюсън, Браян Макгилоуей и Питър Робинсън
- Innocent Victims (2012)

### Документалистика
- Imagined Lives: Portraits of Unknown People (2011) – в съавторство с Джон Банвил, Трейси Шевалие, Джулиан Фелоус, Алегзандър Маккол Смит, Тери Пратчет, Сара Сингълтън, Джоана Тролъп

През последните пет века самоличността на хората, чиито портрети са включени в книгата, е била загубена или е определена погрешно. Книгата описва кои са те, защо са били нарисувани, и защо сега се намират в Националната портретна галерия.

### Екранизации
- 1996 The Works, документален ТВ сериал по сценария „Minette Walters and the Missing Masterpiece“
- 1996 The Sculptress, ТВ филм по романа
- 1997 The Ice House, ТВ филм по романа
- 1998 The Scold's Bridle, ТВ филм по романа
- 1998 The Echo, ТВ филм по романа
- 1999 The Dark Room, ТВ филм по романа